# Звирживский, Бенуа
Бенуа Звирживский — французский легкоатлет, действующий национальный рекордсмен в марафоне. 
Выступления на международных соревнованиях начал в 1994 году. В 1998 году дебютировал на марафонской дистанции. На чемпионате мира 2001 года занял 13-е место с результатом 2:18.29. На Парижском марафоне 2003 года занял 2-е место, показав время 2:06.36 — этот результат является повторением рекорда Европы, установленного португальским марафонцем Антониу Пинту, а также действующим национальным рекордом. В 2004 году занял 6-е место на Лондонском марафоне — 2:09.35.

## Достижения
- Победитель Реймского марафона 2000 года — 2:10.47
- Победитель Парижского марафона 2002 года — 2:08.18